# Бад-Мюнстер-ам-Штайн-Эбернбург
Бад-Мюнстер-ам-Штайн-Эбернбург (нем. Bad Münster am Stein-Ebernburg) — город в Германии, курорт, расположен в земле Рейнланд-Пфальц.
Входит в состав района Бад-Кройцнах. Подчиняется управлению Бад-Мюнстер-ам-Штайн-Эбернбург. Население составляет 3882 человека (на 31 декабря 2010 года). Занимает площадь 9,53 км². Официальный код — 07 1 33 007.